# Дуглас–Чарльз
Аэропорт Дуглас–Чарльз (англ. Douglas-Charles Airport; ИАТА: DOM, ИКАО: TDPD), прежде известный как аэропорт Мелвилл-Холл (англ. Melville Hall Airport) — аэропорт на северо-восточном побережье Доминики, в 2 км к северо-западу от городка Мариго и в часе езды от второго по размерам города страны, Портсмута.
Этот аэропорт один из двух, обслуживающих Доминику. Другой, более новый аэропорт — аэропорт Кейнфилд в 5 км к северо-востоку от Розо, в городке Кейнфилд.
В аэропорту также находится доминикское отделение Администрации гражданской авиации Восточных Кариб (англ. Eastern Caribbean Civil Aviation Authority, ECCAA).

## История
Территория, на которой был выстроен аэропорт, была выбрана в 1944 году из-за того, что она была единственным местом на острове с главным образом плоским ландшафтом, но постройка аэропорта началась лишь в 1958 году, после постройки дороги от Белль до Мариго. Аэропорт открылся 22 ноября 1961 года, и им изначально пользовались самолёты Douglas Dakota авиакомпании BWIA.
В 2006 году, началась программа расширения и обновления аэропорта. Она затронула здание терминала, который был расширен и включил в себя новые зал ожидания, таможенную и иммиграционную секцию, а также регистратуру. Также, были расширены взлётно-посадочная полоса и перрон. Были установлены новые навигационные средства, которые помогли бы садиться в тёмное время суток. Датой завершения реновации была названа середина 2010 года.
Первым самолётом, севшим в аэропорту ночью, стал самолёт авиакомпании Winair, это произошло 9 августа 2010 года. Регулярные ночные посадки начались 20 сентября 2010 года; их открыл самолёт авиакомпании LIAT, который прилетел из международного аэропорта имени В. С. Бёрда на острове Антигуа.
Аэропорт был переименован в Дуглас–Чарльз 27 октября 2014 года в честь премьер-министров Доминики, Рузвельта Дугласа и Пьера Чарльза.

## Направления

### Пассажирские
| Авиакомпании           | Точки назначения                                                                          |
| ---------------------- | ----------------------------------------------------------------------------------------- |
| Air Antilles           | Барбадос, Кастри, Фор-де-Франс, Пуэнт-а-Питр, Синт-Мартен                                 |
| St. Barth Commuter     | Чартер: Сен-Бартелеми                                                                     |
| Trans Anguilla Airways | Чартер: Ангилья                                                                           |
| Fly Montserrat         | Чартер: Монтсеррат                                                                        |
| InterCarribean Airways | Барбадос, Кастри, Тортола                                                                 |
| Seaborne Airlines      | Сан-Хуан                                                                                  |
| Carribean Airlines     | Барбадос                                                                                  |
| Air Sunshine           | Ангилья, Кастри, Невис, Санта-Крус, Сент-Китс, Сент-Томас, Сан-Хуан, Синт-Мартен, Тортола |

### Грузовые
| Авиакомпании | Точки назначения |
| ------------ | ---------------- |
| DHL          | Сан-Хуан         |

## Инциденты
- 23 августа 1998 года, Cessna 402 врезалась в землю к западу от аэропорта. Все 11 человек на борту погибли[9].
- 11 августа 2007 года, Learjet 35 выкатился за пределы ВПП. Имели место серьёзные повреждения[10].
- 4 декабря 2012 года, Boeing 727 авиакомпании Amerijet выкатился за пределы ВПП. О повреждениях или увечьях пассажирам сообщено не было[11].